# Aleksandr Dmitrijew
Aleksandr Dmitrijewicz Dmitrijew (ur. 1896 we wsi Kachnowo w powiecie ostrowskim w guberni pskowskiej, zm. 1953) – funkcjonariusz radzieckich organów bezpieczeństwa, jeden ze sprawców zbrodni katyńskiej.
Miał wykształcenie podstawowe, w latach 1918-1923 służył w Armii Czerwonej, od 1928 w WKP(b), od 1932 w OGPU. W 1932 kierowca 1. garażu Zarządu Administracyjno-Gospodarczego (AChU) OGPU, dyżurny bazy samochodowej AChU NKWD ZSRR. 21 stycznia 1938 mianowany sierżantem, a 17 marca 1940 lejtnantem bezpieczeństwa państwowego. Wiosną 1940 brał udział w organizowaniu transportów polskich jeńców i więźniów z obozów do miejsc kaźni, za co 26 października 1940 został nagrodzony przez ludowego komisarza spraw wewnętrznych ZSRR Ławrientija Berię. 6 listopada 1942 mianowany starszym lejtnantem, później podpułkownikiem bezpieczeństwa państwowego. W 1950 naczelnik grupy oddziału komendanckiego Kancelarii MGB ZSRR, zwolniony do rezerwy 9 czerwca 1952.

## Odznaczenia
- Order Czerwonego Sztandaru (21 maja 1947)
- Order Czerwonego Sztandaru Pracy (20 września 1943)
- Order Czerwonej Gwiazdy (dwukrotnie - 19 grudnia 1937 i 3 listopada 1944)